# Retrato de un botero en la Barceloneta

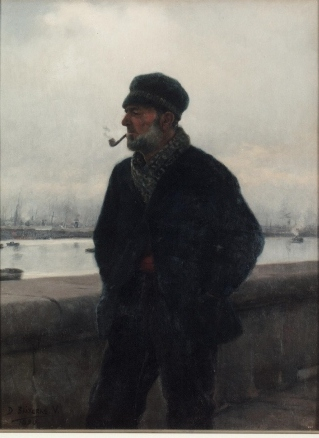

Retrato de un botero en la Barceloneta es una pintura sobre tela hecha por Dionisio Baixeras el 1890 y que se encuentra conservada actualmente en la Biblioteca Museo Víctor Balaguer de Villanueva y Geltrú (España), con el número de registro 229 desde que ingresó el 26 de julio de 1892 dada por el propio artista.

## Descripción
Retrato de tres cuartos y en escorzo hacia la izquierda de un hombre viejo con las manos en los bolsillos de su americana azul. Del mismo color son sus pantalones, con gorro, bufanda y con una pipa en la boca. Al fondo hay el puerto de la Barceloneta, con varios barcos y el cielo nublado.
Las escenas de pescadores y marineros, como esta se convirtieron en la especialidad de Baixeras. En un fondo marinero, ya sea el puerto o la playa, sitúa a los personajes ataviados con los vestidos propios de su oficio: las gorras, la pipa, las barbas, la piel curtida por el sol, los sombreros, etc. Son cuadros que encajan perfectamente con los postulados del Cercle Artístic de Sant Lluc, grupos de trabajadores apacibles en escenas de calma.

## Inscripción
En el cuadro se puede leer la inscripción "D. Baixeras V."; "1890".

## Mirada táctil

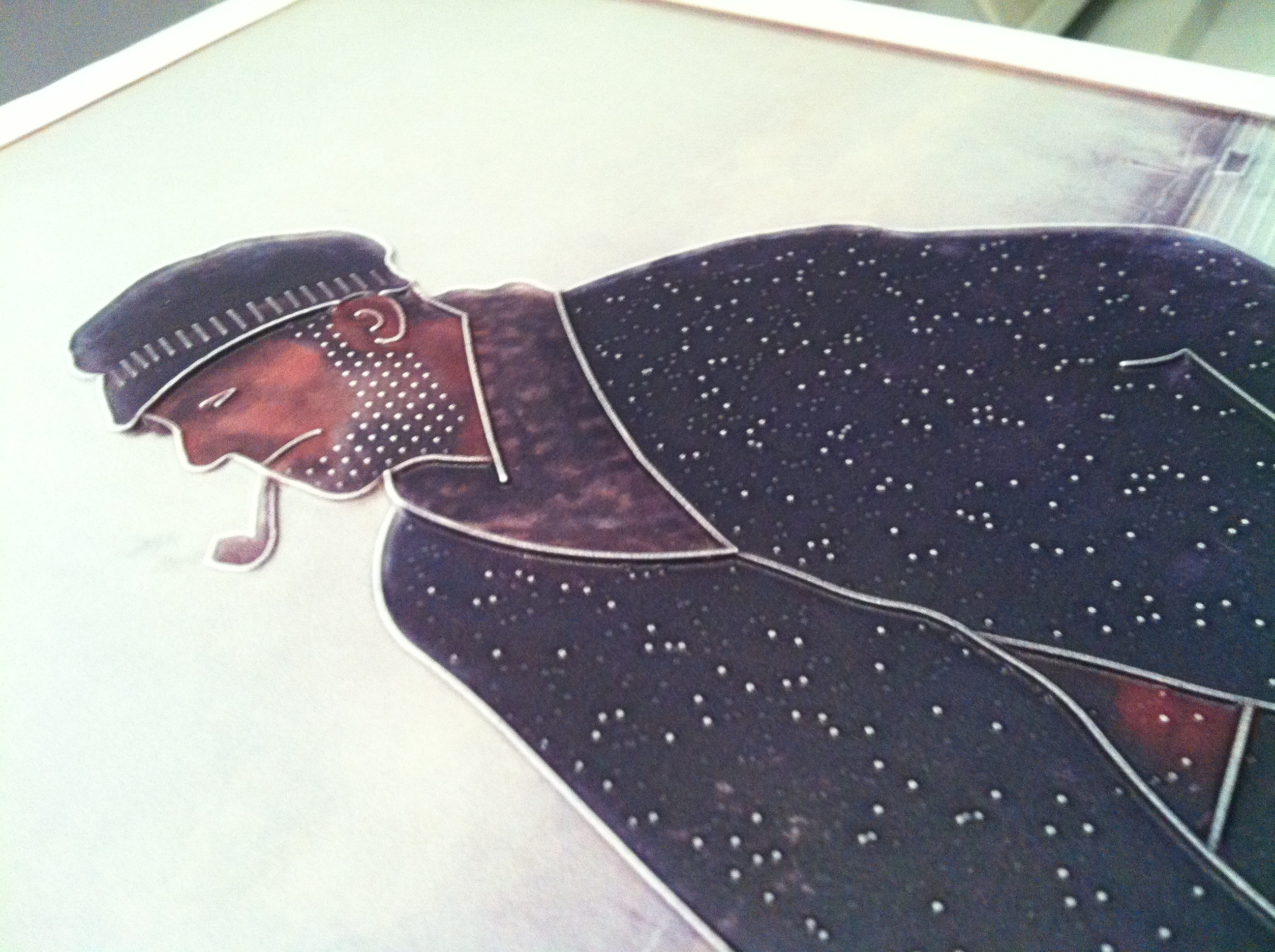
Versión de la obra en braille

En el mismo museo existe una versión de la obra adaptada para personas con problemas de visión.